# Castle Rock (Washington)
Castle Rock és una població dels Estats Units a l'estat de Washington. Segons el cens del 2000 tenia 2.130 habitants.

## Demografia
Segons el cens del 2000, Castle Rock tenia 2.130 habitants, 833 habitatges, i 562 famílies. La densitat de població era de 618,3 habitants per km².
Dels 833 habitatges en un 33,9% hi vivien nens de menys de 18 anys, en un 46,3% hi vivien parelles casades, en un 16,6% dones solteres, i en un 32,5% no eren unitats familiars. En el 28,2% dels habitatges hi vivien persones soles el 13,4% de les quals corresponia a persones de 65 anys o més que vivien soles. El nombre mitjà de persones vivint en cada habitatge era de 2,53 i el nombre mitjà de persones que vivien en cada família era de 3,07.
Per edats la població es repartia de la següent manera: un 29,4% tenia menys de 18 anys, un 7,5% entre 18 i 24, un 26,9% entre 25 i 44, un 22,7% de 45 a 60 i un 13,6% 65 anys o més.
L'edat mediana era de 36 anys. Per cada 100 dones de 18 o més anys hi havia 83,5 homes.
La renda mediana per habitatge era de 37.212 $ i la renda mediana per família de 44.125 $. Els homes tenien una renda mediana de 38.289 $ mentre que les dones 25.000 $. La renda per capita de la població era de 15.661 $. Aproximadament el 10,7% de les famílies i el 17,3% de la població estaven per davall del llindar de pobresa.

## Poblacions més properes
El següent diagrama mostra les poblacions més properes.